# Jamsran Ulzii-Orshikh
Jamsran Ulzii-Orshikh (également en mongol (écriture cyrillique) : Жамсрангийн Өлзий-Орших, Jamsrangiin Ölzii-Orshikh), né le 14 juin 1967 à Tarialan (Mongolie), est un coureur cycliste mongol devenu professionnel en 2002 chez Giant Asia Racing.

## Biographie
Il arrête sa carrière professionnelle en 2007. Depuis, il entraîne certains jeunes cyclistes mongols.

## Palmarès
- 2001
  -  Champion de Mongolie sur route
  -  Champion de Mongolie du contre-la-montre
  - Tour de Mongolie
  -  Médaillé de bronze du championnat d'Asie du contre-la-montre
- 2002
  - 1re et 5e étapes du Tour de Bulgarie
  - Perlis Open :
    - Classement général
    - 1re étape

  - Tour de Mongolie
- 2003
  -  Champion de Mongolie sur route
  -  Champion de Mongolie du contre-la-montre
- 2005
  -  Champion de Mongolie sur route
  -  Champion de Mongolie du contre-la-montre
  - 3e du Tour du Siam
- 2006
  -  Champion de Mongolie sur route
  -  Champion de Mongolie du contre-la-montre
  - 5e étape du Tour du Siam
  - 6e étape du Tour d'Indonésie
- 2007
  -  Champion de Mongolie sur route
- 2009
  - 3e du championnat de Mongolie sur route

## Classements mondiaux
| Année         | 2005 | 2006 |
| ------------- | ---- | ---- |
| UCI Asia Tour | 21e  | 12e  |